# George H. Charles
George H. Charles war ein Politiker aus St. Vincent und die Grenadinen.
Er vertrat vom 15. Oktober 1951 bis zum 4. Juli 1957 den Wahlkreis Central Windward im House of Assembly. Vom 3. Mai 1956 bis 4. Juli 1957 war er Minister für Soziale Dienste. Anfangs war er Mitglied der Eight Army Liberation Party, ab 1954 unabhängiger Abgeordneter.